# Santa Rosa (norra Los Reyes kommun)
Santa Rosa är en ort i Mexiko.   Den ligger i kommunen Los Reyes och delstaten Michoacán de Ocampo, i den centrala delen av landet, 300 km väster om huvudstaden Mexico City. Santa Rosa ligger 2 632 meter över havet och antalet invånare är 197.
Terrängen runt Santa Rosa är lite bergig. Runt Santa Rosa är det ganska tätbefolkat, med 52 invånare per kvadratkilometer. Närmaste större samhälle är Tangancícuaro de Arista, 17,9 km nordost om Santa Rosa. I omgivningarna runt Santa Rosa växer huvudsakligen savannskog.